# Stadtwerke Herrenberg

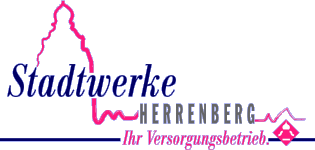
Historisches Logo Stadtwerke Herrenberg

Die Stadtwerke Herrenberg (SWH) sind der örtliche Versorger der Stadt Herrenberg. Die Stadtwerke versorgen die Stadt Herrenberg mit Gas und Trinkwasser. Außerdem betreiben sie die städtischen Schwimmbäder, den öffentlichen Parkraum und den Citybus (Stadtbus).
Die Stadtwerke sind ein 100%iges Unternehmen der Stadt Herrenberg. Als Geschäftsführer fungiert der Oberbürgermeister Thomas Sprißler.

## ÖPNV
Linienübersicht des Citybus
| Linie | Verlauf                                                                         |
| ----- | ------------------------------------------------------------------------------- |
| 780   | Hallenbad – ZOB Bahnhofstraße – Nord – West – ZOB Kalkofenstraße                |
| 782   | ZOB Bahnhofstraße – Ehbühl – Waldfriedhof – Seniorenzentrum – ZOB Bahnhofstraße |

Die Stadtwerke Herrenberg haben die Firma Beck Bus beauftragt, diese Linien zu fahren. Zusätzlich gehören zum Citybus Herrenberg die Regionallinien 794 und 753 welche allerdings nicht von den Stadtwerke Herrenberg betrieben werden.

## Daten Erdgas, Trinkwasser und Parkraum
- Der Gasverkauf betrug im Jahr 2009 etwa 188,4 Mio. kWh. Im Jahr davor waren es etwa 188,9 Mio. kWh.
- Die jährliche Wasserabgabe betrug 2008 etwa 1.479.000 m³.
- In Herrenberg gibt es etwa 1200 Parkplätze.